# Катаргейт

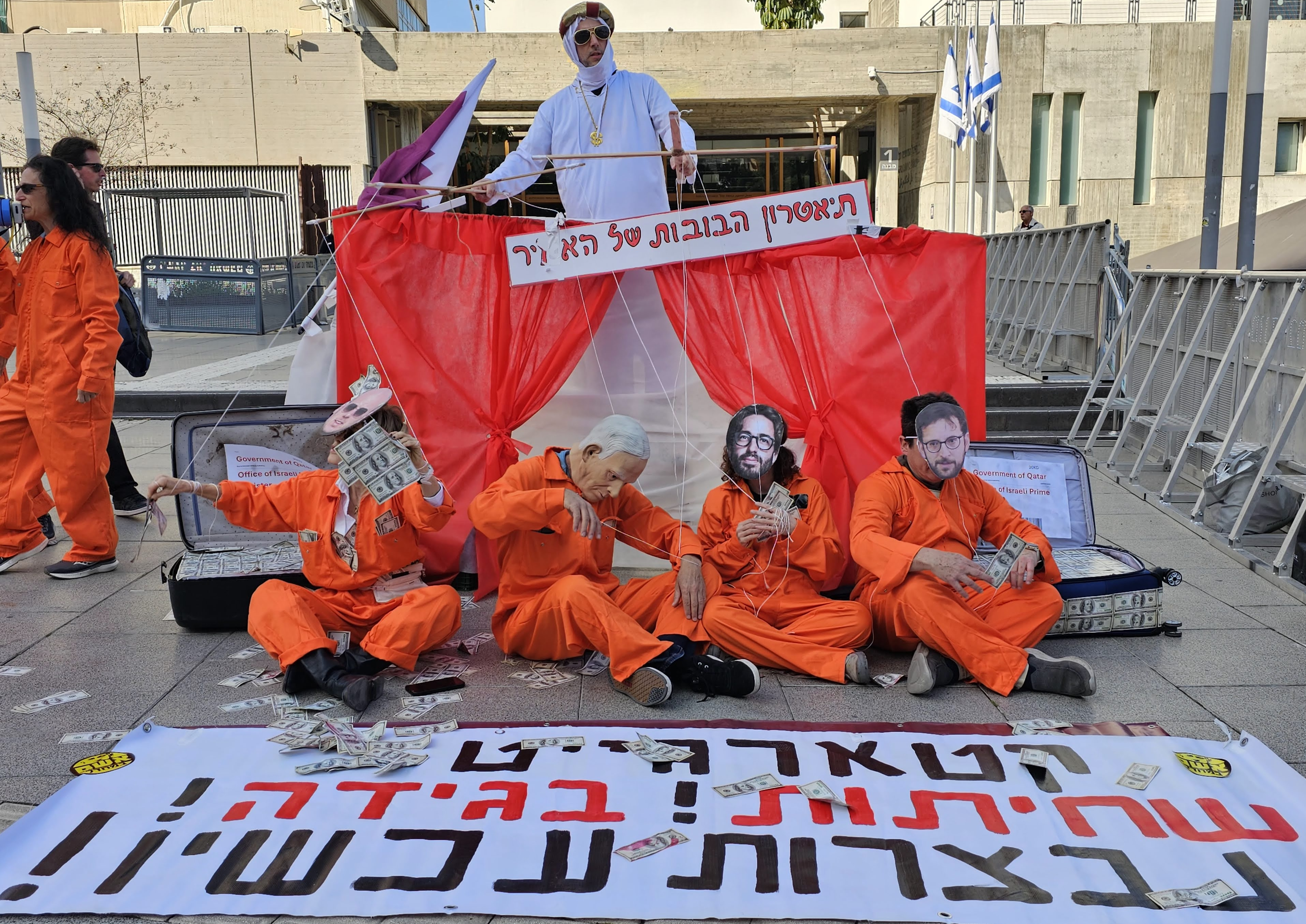
Протести проти Беньяміна Нетаньягу на тлі розслідувань «Катаргейту», 2025 рік. На табличці написано: «Катаргейт — корупція! Зрада! Відставка негайно!»

Справа про зв'язки з Катаром відома як «Катаргейт» — справа стосовно найближчих політичних радників прем'єр-міністра Ізраїлю Беньяміна Нетаньягу і підполковника запасу, які нібито були залучені до оплачуваної роботи з просування інтересів уряду Катару, союзника і фінансового спонсора ХАМАС. Розслідування справи веде відділ міжнародних розслідувань (ЯХБАЛ) у підрозділі «Лахав 433» ізраїльської поліції.

## Передісторія
10 лютого 2025 року ізраїльський журналіст Офер Хадад повідомив на «12 каналі» ізраїльського телебачення, що найближчі радники прем'єр-міністра Ізраїлю Беньяміна Нетаньягу: Ісраель Ейнхорн, Офер Голан, Йонатан Уріх та Елі Фельдштейн (якого вже заарештували до публікації через його причетність до крадіжки й витоку секретних документів, у яких також згадують Катар), були найняті катарським урядом для просування інтересів Катару у вищих політичних та силових органах Ізраїлю, зокрема й для зміни іміджу Катару. Журналіст Нір Дворі написав, що часто отримував від Фельдштейна інформацію, яка сприяла просуванню іміджу Катару, але відмовлявся її публікувати.
12 лютого 2025 року лідер опозиції Яїр Лапід і голова партії «Демократична партія» Яїр Голан зажадали провести розслідування відносно Нетаньягу і його канцелярії, мотивуючи дії, вчинені в інтересах Катару під час війни в Газі, порушенням безпеки і зрадою Ізраїлю.
15 лютого 2025 року Шин Бет відповів на запитання депутата Гілада Каріва і депутата Наами Лазімі та заявив, що проведе розслідування розкриття державних секретів Ізраїлю. 27 лютого 2025 року Генеральний прокурор Ізраїлю доручив Шин Бет (ШАБАК) і поліції Ізраїлю розслідувати «Катаргейт».

## Події

### Звільнення голови Шабаку
13 березня 2025 року колишній глава Шин Бет Надав Аргаман заявив, що якщо він дійде висновку, що прем'єр-міністр вирішить діяти всупереч закону, то він розкриє все, що йому відомо. У відповідь Нетаньягу поскаржився в ізраїльську поліцію на Аргамана, звинувативши його в шантажі. 16 березня 2025 року поліція почала розслідування щодо Аргамана. Експерт з ізраїльського кримінального права заявив, що максимальне покарання складе сім років в'язниці.
Шин Бет опублікувала звіт, у якому також заявила про відповідальність уряду Ізраїлю за напад на Ізраїль, здійснений 7 жовтня рухом ХАМАС. 16 березня 2025 року Нетаньяху заявив, що Ронен Бар буде відправлений у відставку на найближчому засіданні уряду. Юридичний радник уряду Галі Бахарав-Міара написала листа Нетаньягу і заявила, що рішення недійсне через розслідування Шин Бет у справі «Катаргейту» і конфлікту інтересів Нетаньягу.
17 березня 2025 року Яїр Голан заявив, що причина відставки глави Шин Бет — розслідування «Катаргейта» і небажання укласти всеосяжну угоду зі звільнення заручників, яка покладе край війні в Газі, а колишній прем'єр-міністр Нафталі Бенет піддав Нетаньягу різкій критиці і закликав подати у відставку. На думку The Guardian звільнення ще більше посилить звинувачення проти уряду Нетаньягу в ймовірній спробі встановити авторитарний режим в Ізраїлі.

### Розслідування
19 березня 2025 року Уріх і Фельдштейн потрапили під слідство поліції. Їхні імена стали відомі через 48 годин.

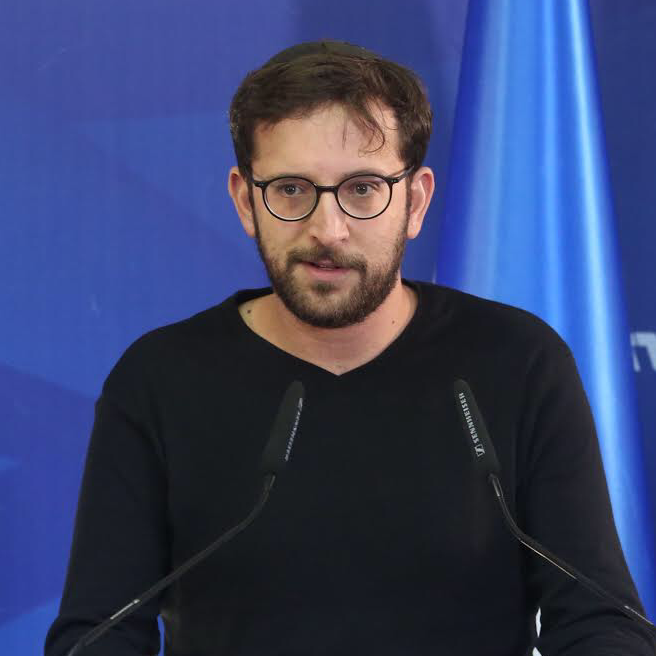
Йонатан Уріх, головний підозрюваний у справі

31 березня 2025 року було оголошено про арешт Йонатана Уріха та Елі Фельдштейна. Їх звинувачують у контакті з іноземним агентом, отриманні хабарів, шахрайстві, зловживанні довірою та відмиванні грошей. Фельдштейн влаштувався на роботу в міжнародну фірму, яка за контрактом з Катаром постачала ізраїльським журналістам прокатарські матеріали, тоді як Уріха підозрюють у зв'язках з бізнесменами та іншими посадовими особами, які брали участь у переказі платежів з Дохи, які потім приховувалися, щоб ніхто не знав про їхнє походження. Головний редактор газети Jerusalem Post Цвіка Кляйн також була заарештована за підозрою у зв'язках з іноземним агентом, який виступав у ролі медіатора між радниками та лобістом Джеєм Футліком.
Четвертий підозрюваний, якого розшукували для допиту, Ісраель Ейнхорн, наразі працює радником президента Сербії Александра Вучича і не повернувся до Ізраїлю з того часу, як справа набула розголосу.
1 квітня 2025 року суддя Менахем Мізрахі з магістратського суду Рішон-ле-Ціону опублікував коротке резюме щодо цієї справи, заявивши, що існує «обґрунтована підозра», що фактична ситуація, яку він описав, була добре обґрунтованою. Згідно з тим же резюме, американська лобістська компанія «Третє коло», що належить американському прокатарському лобісту Футліку, встановила прямий зв'язок з Уріхом для того, щоб Уріх поширював в ізраїльських ЗМІ позитивні повідомлення про роль Катару як посередника в переговорах про звільнення заручників між Ізраїлем і ХАМАС, а також поширював негативні повідомлення про роль Єгипту в переговорах.
4 квітня 2025 року Фельдштейна відпустили під домашній арешт до 22 квітня, а Уріх залишився під арештом. Фельдштейну заборонено контактувати з будь-ким, хто причетний до справи, протягом 60 днів, а також заборонено залишати країну.
5 квітня 2025 року бізнесмен Давид Сайґ був допитаний ізраїльською поліцією з «Лахав 433» у зв'язку з підозрою у причетності до справи.

### Реакція

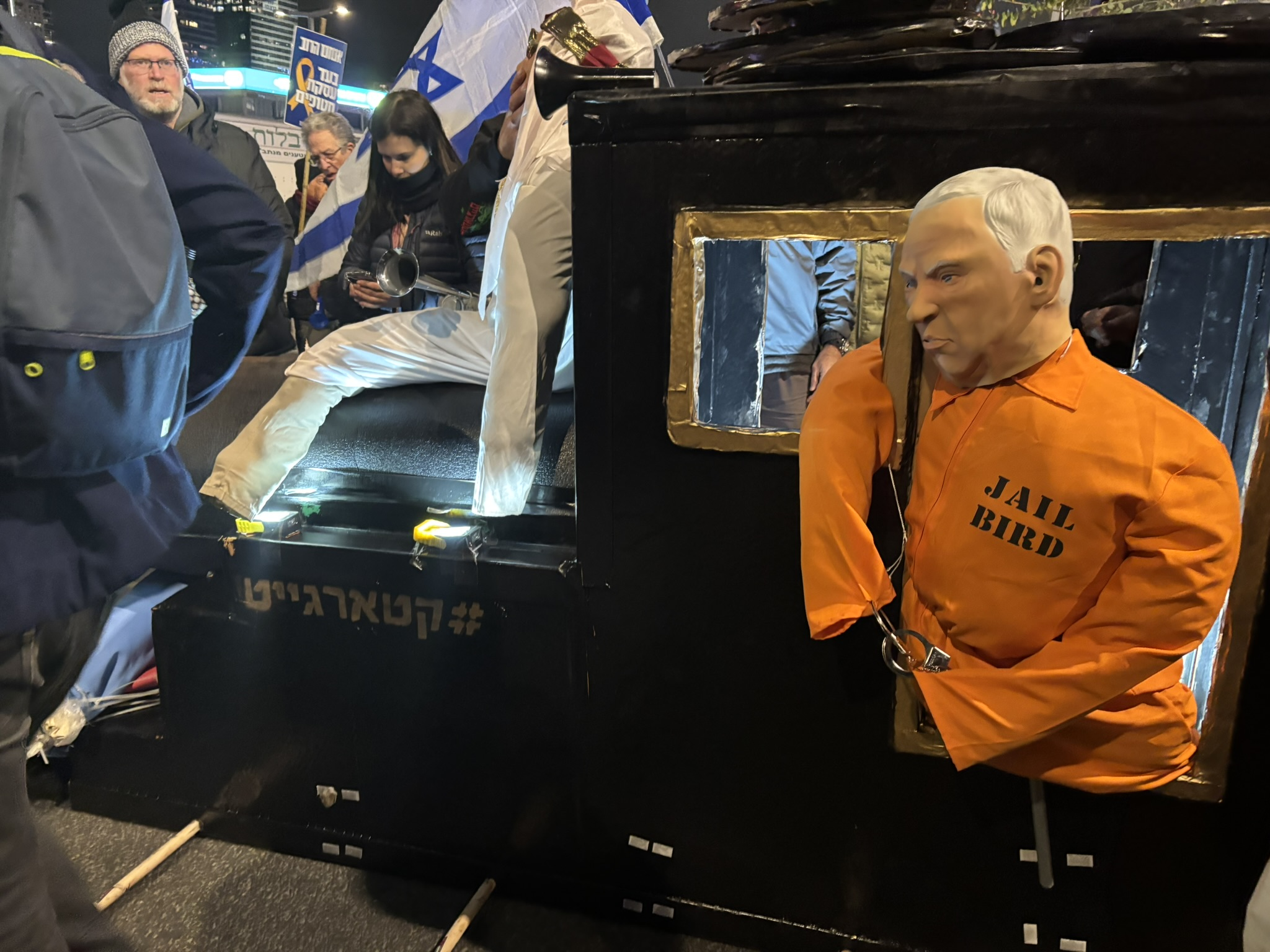
Протести проти Нетаньягу на тлі розслідувань «Катаргейту», 2025 рік

31 березня 2025 року Беньямін Нетаньягу опублікував відео і заявив, що арешти Уріха і Фельдштейна мали на меті запобігти звільненню Бара. Опис Нетаньягу своїх співробітників як заручників викликав негативну реакцію з боку ізраїльських сімей заручників у Газі. 4 квітня 2025 року адвокати Нетаньягу подали до суду на Яїра Голана за наклеп, вимагаючи 320 000 шекелів ($86 500) компенсації. За словами адвокатів, позов був поданий у відповідь на заяву, зроблену Голаном за кілька днів до цього щодо розслідування «Катаргейту».